# لیبی تریکت
لیبی تریکت (به انگلیسی: Libby Trickett) ورزشکار زن رشتهٔ شنا اهل کشور استرالیا است. وی در بین سال‌های ‎۲۰۰۴ تا ۲۰۱۲ میلادی در مسابقات بازی‌های المپیک تابستانی در مجموع ۷ مدال، شامل ۴ مدال طلا و ۱ نقره و ۲ برنز را کسب کرد.